# Virbia inversa
Virbia inversa är en fjärilsart som beskrevs av Edwards 1884. Virbia inversa ingår i släktet Virbia och familjen björnspinnare. Inga underarter finns listade i Catalogue of Life.